# Че!
„Че!“ (на испански: Che!) е американски биографичен филм от 1969 г. за Че Гевара – аржентинец, южноамерикански революционер.
Покрива периода от живота му, откакто пристига в Куба през 1956 г. до смъртта му в Боливия през октомври 1967 г.
В ролята на Че е Омар Шариф, а в ролята на Фидел Кастро – Джак Паланс. Тъй като филмът е направен само 2 г. след смъртта на Ернесто Че Гевара, убит от ЦРУ, както и поради негативното отношение на САЩ към кубинската революция, филмът е приет много студено в САЩ въпреки добрата игра на актьорите.